# Eumir Deodato
Eumir Deodato, född 22 juni 1942 i Rio de Janeiro, är en brasiliansk musiker (keyboard), musikarrangör och producent. Som artistnamn använde han ofta bara Deodato. Han har främst varit verksam inom jazz, latin och fusion-musik. Han fick en stor internationell hitsingel 1973 med sin funk-inspirerade version av det klassiska Strauss-stycket "Also Sprach Zarathustra (2001)" som nådde #2 på Billboard Hot 100 och #7 på UK Albums Chart. Den belönades senare med en Grammy för "bästa instrumentala poplåt". Hans debutalbum i USA Prelude blev också en framgång och låg trea på Billboard 200, något som var ovanligt för ett jazz-orienterat album. Han fortsatte spela in musik in på 1980-talet men upprepade aldrig framgången på 1970-talet. Istället började han arbeta mer som producent och producerade bland annat flera av Kool and the Gangs hitsinglar på 1980-talet. Han har även producerat för Frank Sinatra och The Dazz Band.

## Diskografi, album, urval
- Prelude, 1973
- Deodato 2, 1973
- Whirlwinds, 1974
- In Concert, 1974
- First Cuckoo, 1975
- Very Together, 1976
- Love Island, 1978
- Knights of Fantasy, 1979
- Night Cruiser, 1980
- Happy Hour, 1982